# Смячка
Смя́чка — річка в Чернігівській області.
Бере початок біля села Чайкиного Новгород-Сіверського району. Впадає в Десну біля Новгорода-Сіверського.
Довжина річки - 24 км, площа водозбірного басейну - 235 км². 
Русло звивисте шириною 6 м, глибина - 0,1 м у середній течії. Деякі ділянки русла випрямлені в канал. У пригирловій частині долини є велика кількість озер. Споруджено кілька великих ставків для риборозведення.

## Населенні пункти вздовж річки
- Узруй
- Смяч
- Мамекине